# Deutsche Lebens-Rettungs-Gesellschaft

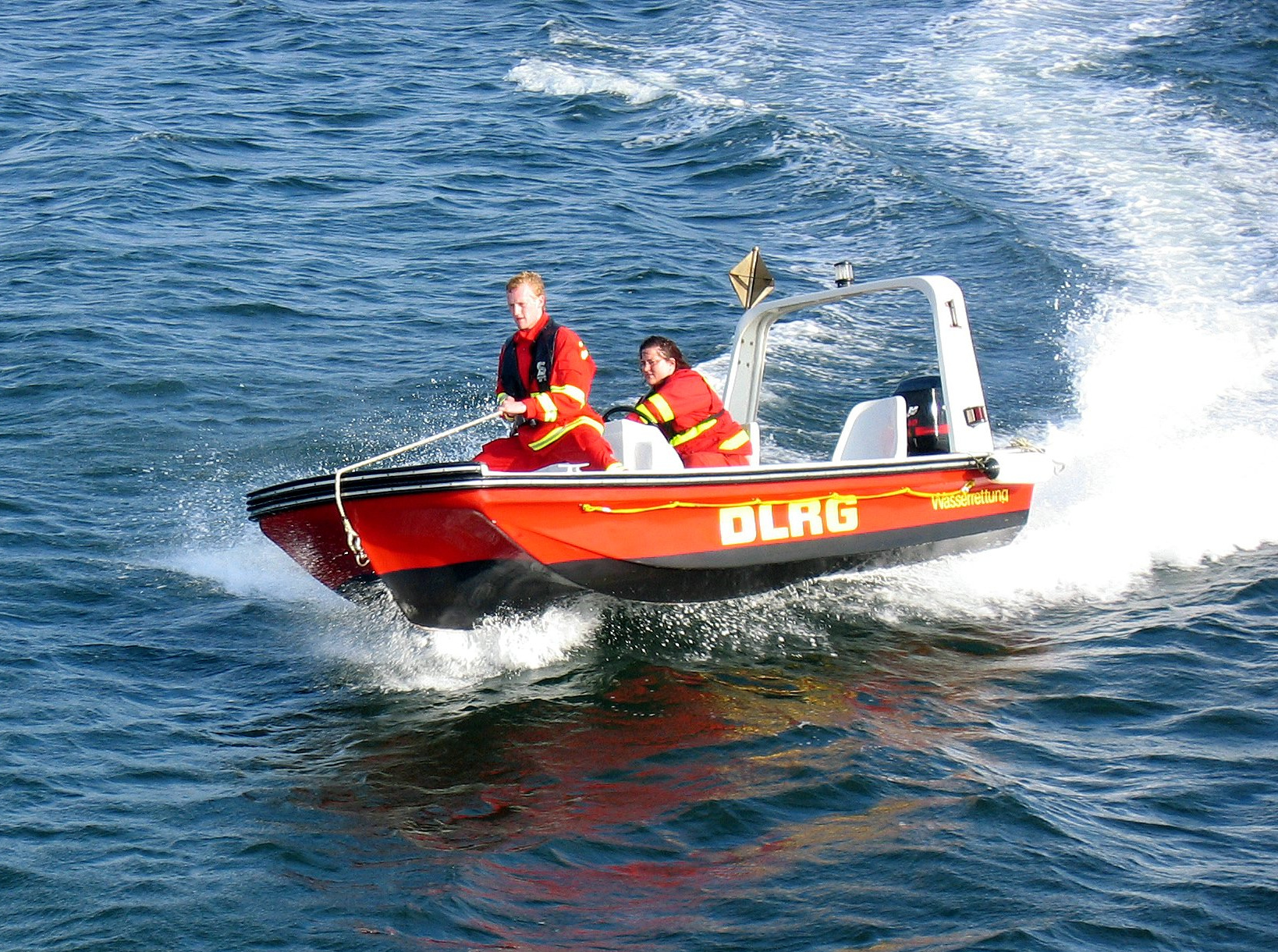
DLRG räddningsbåt.

Deutsche Lebens-Rettungs-Gesellschaft (DLRG) är ett livräddningssällskap i Tyskland som utbildar simmare och dykare och håller kurser i första hjälpen för att rädda människor från drunkning. Det är en ideell förening som grundades 1913. Organisationen har cirka 560 000 medlemmar och är världens största frivilliga livräddningssällskap. Mer än 22 miljoner barn och vuxna har fått simundervisning genom organisationen, som finansieras genom medlemmarnas bidrag och donationer.
Föreningen grundades efter mönster från den brittiska motsvarigheten  Royal Life Saving Society efter en olycka i Binz 1912 då sexton  personer drunknade i Östersjön när en pir rasade.